# Neurodegeneration mit Eisenablagerung im Gehirn
Die Neurodegeneration mit Eisenablagerung im Gehirn (NBIA, engl. Neurodegeneration with Brain Iron Accumulation) ist eine Gruppe von neurodegenerativen Erkrankungen, bei der sich insbesondere in den Basalganglien (Globus pallidus und Substantia nigra) aber auch in anderen Hirnarealen abnorm erhöhte Mengen an Eisen nachweisen lassen. Gleichzeitig treten vielfältige körperliche und geistige Beeinträchtigungen auf. Anfänglich wurde dieser Begriff synonym für das Hallervorden-Spatz-Syndrom (HSS) eingeführt, nach den Medizinern Julius Hallervorden und Hugo Spatz, die 1922 erstmals diese Erkrankung beschrieben. Mit der Zeit setzte sich jedoch die Erkenntnis durch, dass eine Reihe von Ursachen zur Anlagerung von Eisen führt. Daher ist das HSS nur eine Variante von NBIA und wird heute oft mit Pantothenatkinase-assoziierte Neurodegeneration (PKAN) gleichgesetzt. Es ist jedoch zu vermuten, dass unter den in der Literatur beschriebenen Patienten auch einige vorhanden waren, die von einer der diversen anderen Varianten von NBIA betroffen sind. Da Hallervorden und Spatz während ihrer Forschung von den Krankenmorden in der Zeit des Nationalsozialismus profitierten, wird die neue Bezeichnung bevorzugt.

## Varianten
Derzeit wurden 15 Gene identifiziert, die NBIA-Erkrankungen zugrunde liegen. Die vier häufigsten NBIA-Formen sind die Beta-Propeller-protein-assoziierte Neurodegeneration (BPAN), die Pantothenatkinase-assoziierte Neurodegeneration (PKAN), die Phospholipase A2 Gruppe VI (PLA2G6)-assoziierte Neurodegeneration (PLAN) und die Mitochondrien-Membranprotein-assoziierte Neurodegeneration (MPAN).
| NBIA-Variante                                                        | Gen      | Vererbung                               | MRT-Diagnose | Krankheitsbild |
| -------------------------------------------------------------------- | -------- | --------------------------------------- | --- | --- |
| Pantothenatkinase-assoziierte Neurodegeneration (PKAN)               | PANK2    | autosomal rezessiv                      | Tigerauge im Globus pallidus                                                                                                   | - Klassische Form (früher Beginn, schnellere Progression): Gangstörung, Dystonie, Dysarthrie, Retinitis pigmentosa - Atypische Form (späterer Beginn, langsamere Progression): Insgesamt mildere Klinik, z. T. mit psychiatrischen Auffälligkeiten |
| Mitochondriales Membran-Protein-assoziierte Neurodegeneration (MPAN) | C19orf12 | autosomal rezessiv autosomal dominant   | Eisenablagerungen im Globus pallidus und Substantia nigra; z. T. cerebelläre Atrophie                                          | - Beginn i. d. R. im Kindes- oder frühen Erwachsenenalter - Gangstörung, progressive spastische Paraparese, Dystonie, Parkinsonismus, Dysarthrie, Optikusatrophie, kognitiver Abbau, z. T. ausgeprägte psychiatrische Symptomatik, Harn- u./o. Stuhlinkontinenz |
| PLA2G6-assoziierte Neurodegeneration (PLAN)                          | PLA2G6   | autosomal rezessiv                      | cerebelläre Atrophie, Eisenablagerungen im Globus pallidus und Substantia nigra (nicht in allen Fällen nachweisbar)            | - Klassische Infantile Neuroaxonale Dystrophie (INAD) (früher Beginn, schnelle Progression): schwere psychomotorische Regression, initiale Muskelhypotonie mit im Verlauf zunehmender spastischer Tetraparese, cerebelläre Atrophie, Optikusatrophie - Atypische Neuroaxonale Dystrophie (NAD) (späterer Beginn, langsamere Progression): Psychomotorische Regression, Dystonie, Dysarthrie, cerebelläre Atrophie, Optikusatrophie, psychiatrische Auffälligkeiten, Epilepsie - Dystonie-Parkinsonismus (später Beginn, langsame Progression): Parkinsonismus, Dystonie, kognitiver Regression, initial deutliches Ansprechen auf dopaminerge Therapie |
| Beta-Propeller-Protein-assoziierte Neurodegeneration (BPAN)          | WDR45    | X-chromosomal dominant, (meist de novo) | Eisenablagerungen in Substantia nigra stärker als im Globus pallidus                                                           | - Im Kindesalter beginnende psychomotorische Regression, Epilepsie - Im weiteren Verlauf z. T. rasche Progression der Dystonie und des Parkinsonismus |
| Acaeruloplasminämie                                                  | CP       | autosomal rezessiv                      | Eisenablagerungen im Gehirn (Globus pallidus, Thalamus, Putamen, Nucleus caudatus und dentatus) und in inneren Organen (Leber) | - Eisenablagerungen im Gehirn als auch in der Leber - Diabetes mellitus, retinale Degeneration, Blepharospasmus, Dystonie im Gesicht und am Hals, Chorea, Tremor, Dysarthrie, Ataxie - Üblicherweise Beginn im Erwachsenenalter |
| COASY-Protein-assoziierte Neurodegeneration (CoPAN)                  | COASY    | autosomal rezessiv                      | Eisenablagerungen im Globus pallidus und Substantia nigra; z. T. Verkalkungen im Globus pallidus                               | - Früh einsetzende spastisch-dystone Paraparese, Dystonie, Dysarthrie, Parkinsonismus, kognitive Einschränkungen - Insgesamt langsame Progression |
| Fatty Acid Hydroxylase-assoziierte Neurodegeneration (FAHN)          | FA2H     | autosomal rezessiv                      | Eisenablagerungen im Globus pallidus und Substantia nigra; pontocerebelläre Atrophie, Ausdünnung des Corpus callosum           | - Beginn im ersten bis zweiten Lebensjahrzehnt - Ataxie, Dystonie, spastische Para- oder Tetraplegie, pos. Pyramidenbahnzeichen, Dysarthrie, Optikusatrophie |
| Kufor-Rakeb-Syndrom                                                  | ATP13A2  | autosomal rezessiv                      | Generalisierte Hirnatrophie, Variable intracerebrale Eisenablagerungen                                                         | - Im Jugendalter auftretender Parkinsonismus, kognitiver Abbau, visuelle Halluzinationen, progressive supranukleäre Blickparese, Myoklonie, okulogyre Krise |
| Neuroferritinopathie                                                 | FTL      | autosomal dominant                      | Eisenablagerungen im Globus pallidus, Putamen, Thalamus; zystische Veränderungen in den Basalganglien                          | - Ähnlichkeiten mit Chorea-Huntington-Erkrankung: im Erwachsenenalter auftretende Chorea oder Dystonie, orofaziale Dystonie, kognitiver Abbau |
| Woodhouse-Sakati-Syndrom                                             | DCAF17   | autosomal rezessiv                      | Erhöhtes Eisen im Globus pallidus und Substantia nigra, Leukenzephalopathie                                                    | - Dystonie, Dysarthrie, kognitiver Abbau, Hypogonadismus, Diabetes mellitus, Haarausfall |
| NBIA7                                                                | REPS1    | autosomal rezessiv                      | cerebelläre und zerebrale Atrophie, dünner Corpus callosum, Eisenablagerungen im Globus pallidus und im Kleinhirnstil          | - Hypotonie, Entwicklungsverzögerung beim Gehen und Sprechen, Dysarthrie, Kleinhirn-Ataxie, Pyramidensyndrom, Dysmetrie, Spastizität der unteren Gliedmaßen, Verlust der Gehfähigkeit |
| NBIA8                                                                | CRAT     | autosomal rezessiv                      | cerebelläre Atrophie, Eisenablagerungen in den Basalganglien, Globus pallidus und Substantia nigra                             | - Hypotonie, Entwicklungsverzögerung in der Motorik und beim Sprechen, Kleinhirn-Ataxie, unruhiger Gang, Dysmetrie, Verlust der Geh- und Schreibfähigkeit, Tremor, Hyperreflexie |

Es existieren eine Reihe von idiopathischen NBIA-Erkrankungen, zu denen derzeit nur wenige oder unvollständige Informationen verfügbar sind.
Die deutsche Patientenorganisation Hoffnungsbaum e. V. hat gemeinsam mit ACHSE e. V., der Dachorganisation für seltene Erkrankungen, im Jahre 2017 eine patientenorientierte Beschreibung zu NBIA veröffentlicht, die noch einige weitere Details und Informationen enthält.

## Stand der Forschung
Diese Erkrankungen unterliegen der aktiven, medizinischen Forschung. Da PKAN schon länger bekannt ist, sind hier aktuell die wissenschaftlichen und therapeutischen Erkenntnisse am weitesten gediehen. Generell ist jede einzelne NBIA-Variante eine sehr seltene Krankheit. Die medizinische Forschung leidet unter einer mangelnden Finanzierung. Neue Fortschritte werden nur langsam erzielt. So ist zu erwarten, dass durch die Auswertung weiterer Verlaufsstudien zusätzliche Symptome und Diagnosen ermittelt werden.

## Interessensverbände und Selbsthilfegruppen
- Hoffnungsbaum e. V.
- NBIA Disorders Association
- NBIA cure
- NBIA Alliance
- EURORDIS
- ACHSE e. V.